# Pantanos de Vasiugán
Los pantanos de Vasiugán (en ruso: Васюганские болота) son unas zonas pantanosas de Siberia Occidental y una de las mayores del mundo. Se sitúa entre los ríos Obi e Irtish, en el territorio de la llanura de Vasiugán que se extiende entre los óblasts de Novosibirsk, Omsk y Tomsk de la Federación Rusa. Limita al sur con la estepa de Baraba.
Ocupan un área de 53.000 km² (en comparación Suiza tiene sólo 41.000 km²). Aquí nace el río Vasiugán así como su afluente, el río Chizhapka.
Los pantanos de Vasiugán son hogar de algunas especies en peligro de extinción.

## Tragedia de Vasiugán
Aleksandr Solzhenitsyn menciona a estas marismas como el destino de una gran expulsión de "enemigos del pueblo", fue costumbre del régimen soviético enviar a grandes contingentes de personas a regiones casi inhabitables a la fuerza bajo el pretexto de colonizar. En 1930 fueron enviadas desde Tomsk por el río Obi más de 10.000 familias (60.000 a 70.000 personas) hasta los islotes de Vasiugán transitando sobre la tundra congelada. En pocos días la mayoría de los niños murieron y el resto, sin alimentos ni herramientas vieron que era imposible sobrevivir en ese lugar. Incapaces de retroceder porque había puestos de ametralladoras en el camino de regreso, su única opción fue adentrarse más en la gélida taiga. Ninguno sobrevivió. A los habitantes de las aldeas de las regiones vecinas se les ordenó recoger los cadáveres de adultos y niños.